# C'è posto per tutti (film 1952)
C'è posto per tutti (Room for One More) è un film statunitense del 1952, diretto da Norman Taurog con Cary Grant e Betsy Drake.

## Trama
Anna e Poppy Rose hanno tre figlioletti. Se Poppy si preoccupa per un bilancio familiare non certo faraonico, la generosissima Anna accetta di farsi carico anche di un'altra ragazzina e, più tardi, addirittura di un piccolo disabile. Ne nascono parecchie difficoltà, ma, col tempo, anche le gioie di una convivenza serena e felice.

## Serie televisiva
Il film generò una serie televisiva, Room for One More, trasmessa sulla ABC nel 1962.